# Cynorkis rolfei
Cynorkis rolfei är en orkidéart som beskrevs av Bénédict Pierre Georges Hochreutiner. Cynorkis rolfei ingår i släktet Cynorkis, och familjen orkidéer. Inga underarter finns listade i Catalogue of Life.